# Andreaskors
Andreaskors også kaldet crux decusata (latin X decem "10") er et X-formet kors.
Korset er opkaldt efter Apostlen Andreas, om hvem traditionen vil vide at han i sin udbredelse af Jesu ord rejste nordpå gennem det nuværende Tyrkiet og endte i Grækenland, hvor han blev korsfæstet på et kors af denne form. I kunsten gengives Andreas med dette kors som attribut.
Apostlen Andreas (Saint Andrew) er skytshelgen for Skotland, hvorfor andreaskorset indgår i Skotlands flag. Storbritanniens flag Union Jack er sammensat af Englands Skt. Georgskors, Skotlands Skt. Andreaskors (og Irlands tilsvarende Skt. Patrickskors).
Andreaskorset anvendes som ruteafmærkning for de europæiske fjernvandreveje.